# Venturia (Dakota del Nord)
Venturia è un centro abitato (city) degli Stati Uniti d'America, situato nella Contea di McIntosh, nello Stato del Dakota del Nord. Nel censimento del 2000 la popolazione era di 23 abitanti. La città è stata fondata nel 1901.

## Geografia fisica
Secondo i rilevamenti dell'United States Census Bureau, la località di Venturia si estende su una superficie di 0,20 km², tutti occupati da terre.

## Popolazione
Secondo il censimento del 2000, a Venturia vivevano 23 persone, ed erano presenti 8 gruppi familiari. La densità di popolazione era di 132 ab./km². Nel territorio comunale si trovavano 14 unità edificate. Per quanto riguarda la composizione etnica degli abitanti, il 100% era bianco.
Per quanto riguarda la suddivisione della popolazione in fasce d'età, il 17,4% era al di sotto dei 18, il 4,3% fra i 18 e i 24, il 21,7% fra i 25 e i 44, il 30,4% fra i 45 e i 64, mentre infine il 26,1% era al di sopra dei 65 anni di età. L'età media della popolazione era di 48 anni. Per ogni 100 donne residenti vivevano 91,7 maschi.